# Paige Madden
Paige Madden (Jackson, 22 de octubre de 1998) es una deportista estadounidense que compite en natación, especialista en el estilo libre.
Participó en dos Juegos Olímpicos de Verano, obteniendo tres medallas, plata en Tokio 2020, en 4 × 200 m libre, y dos en París 2024, plata en 4 × 200 m libre y bronce en 800 m libre.
Ganó tres medallas en el Campeonato Mundial de Natación en Piscina Corta, en los años 2021 y 2024, y tres medallas de oro en los Juegos Panamericanos de 2023.
En diciembre de 2024 estableció una nueva plusmarca mundial en piscina corta del relevo 4 × 200 m libre (7:30,13).
Estudió Kinesiología en la Universidad de Virginia e hizo un máster en Fisiología Clínica del Ejercicio en la Universidad de Loughborough.

## Palmarés internacional
| Juegos Olímpicos                    | Juegos Olímpicos   | Juegos Olímpicos  | Juegos Olímpicos |
| Año                                 | Lugar              | Medalla           | Prueba           |
| ----------------------------------- | ------------------ | ----------------- | ---------------- |
| 2020                                | Tokio (Japón)      | Medalla de plata  | 4 × 200 m libre  |
| 2024                                | París (Francia)    | Medalla de plata  | 4 × 200 m libre  |
| 2024                                | París (Francia)    | Medalla de bronce | 800 m libre      |
| Campeonato Mundial en Piscina Corta |                    |                   |                  |
| Año                                 | Lugar              | Medalla           | Prueba           |
| 2021                                | Abu Dabi (EAU)     | Medalla de plata  | 4 × 200 m libre  |
| 2021                                | Abu Dabi (EAU)     | Medalla de bronce | 200 m libre      |
| 2024                                | Budapest (Hungría) | Medalla de oro    | 4 × 200 m libre  |
| Juegos Panamericanos                |                    |                   |                  |
| Año                                 | Lugar              | Medalla           | Prueba           |
| 2023                                | Santiago (Chile)   | Medalla de oro    | 400 m libre      |
| 2023                                | Santiago (Chile)   | Medalla de oro    | 800 m libre      |
| 2023                                | Santiago (Chile)   | Medalla de oro    | 4 × 200 m libre  |